# Jedi

Mestre Yoda no filme Ataque dos Clones

Os Cavaleiros Jedi (pronuncia-se jeday [dʒɛˌdaɪ]), pronúncia aportuguesada: jedái [ʒeˌdaɪ], sem flexão de gênero ou número) são personagens fictícios da série americana Star Wars. São uma ordem de monges guerreiros que servem como guardiões da paz e da justiça no universo fictício da série. Os Jedi servem o Lado Luminoso da Força, em contraposição aos Sith, que se dedicam ao Lado Sombrio da Força.
A palavra Jedi teria sido criada por George Lucas a partir de Jidaigeki ((時代劇, "Drama de época", filmes sobre samurai).

## Origens dos Jedi
Os Cavaleiros Jedi são uma ordem de indivíduos que têm a habilidade de trabalhar em conjunto com a Força, afastando-se do Lado Sombrio. A ordem começou dezenas de milhares de anos antes da ascensão do Império Galáctico. O planeta de origem da Ordem Jedi é Ahch-to, localizado nas Regiões Desconhecidas. Por muito tempo os Jedi se envolveram em conflitos com diversos inimigos, como os  mandalorianos, uma raça poderosa de guerreiros liderada por Mandalore o Grande, o Império Escravocrata Zygirriano (os maiores traficantes de escravos da galáxia), e por último e mais importante o Império Sith - um cruel império dominado por dissidentes da ordem e baseado na escravidão. Por fim, a paz chegou na galáxia unida com a formação da República, sob a proteção dos Jedi.
"Por mais de mil gerações, os Cavaleiros Jedi foram os guardiões da paz e da justiça na antiga República. Antes dos tempos sombrios. Antes do Império." — Obi-Wan Kenobi
Tornar-se um Jedi requeria o mais profundo comprometimento e mente astuta. A vida de um Jedi era feita de sacrifícios. Aqueles que mostrassem aptidão para a Força eram levados logo após o nascimento para treinamento no Templo Jedi em Coruscant, preferencialmente após serem desmamados. Sua vida fora dos treinos era de simplicidade, aderindo ao Código Jedi que proibia materialismos ou apegos emocionais. Esse treinamento foi inicialmente feito por Jedi experientes e veneráveis até que o indivíduo tivesse proficiência suficiente para começar a jornada como Jedi.
Exceções eram feitas algumas vezes, mais notavelmente no caso de Anakin Skywalker, mas os Jedi achavam que seus métodos tradicionais eram bem sucedidos e detestavam mudanças.

## Força
A Força é um campo energético criado por todas as coisas vivas. A Força se expressa através de dois aspectos: A Força Viva e a Força Unificadora.
A Força Viva é criada através de todos os seres vivos. Quando seres morrem, um Jedi pode sentir através da Força Viva. Quando muitos morrem de uma só vez, a perda de energia pode chocar ou até mesmo derrubar um Jedi. Todas as habilidades tangíveis da Força - como correr, saltar, aguçar os sentidos, mover objetos ou acalmar emoções alheias - são técnicas pelas quais os Jedi se tornam agentes da Força Viva.
A Força Cósmica é um vasto poder cósmico e transcendente e que determina a vontade da Força. Ao meditar com a Força Cósmica, pode-se vislumbrar o passado e os possíveis futuros, e obter informação sobre o destino.

### Lado Sombrio
A Força é onipresente, que existe simultaneamente como energia pessoal e como poder imponente através da Força Viva e Unificadora. A Força é uma montanha emergindo da água - o lado sombrio está apenas submerso, recolhido no fundo.
Paixões revestem o caminho para o lado sombrio. Medo, raiva e ódio são fortes paixões que levarão a perder o foco e achar atraentes os prazeres fáceis do lado sombrio. O amor também é uma forte paixão e perigosa na mesma medida. Os Jedi servem a todos, não escolher alguns poucos. Viver no lado sombrio levará ao sofrimento. Laços levam a perder de vista o caminho e são motivo para expulsão da Ordem.

## Habilidades da Força
Com o tempo de aprendizado, os Jedi podem aprender a usar diversas habilidades da Força. São elas:
- Amplificação dos sentidos: é uma aplicação óbvia da Força. Consiste em usar a Força para ampliar a visão, audição e olfato.
- Poscognição: é uma das poucas habilidades que se baseiam na Força Unificadora. Consiste em manusear um objeto a fim de realizar uma leitura da Força de quem manuseou por último. Ela também pode ser aplicada a uma área como um todo.
- Telepatia projetada: combina as habilidades de sentido perceptivas com a disciplina mais direta do Alter, permitindo de fato colocar a voz dentro da mente de outra pessoa.
- Detecção de vida: é usada principalmente para ratrear e localizar a posição de uma forma de vida a longa distância.
- Telecinese: é a habilidade mais fundamental, formando a base do Empurrão da Força e Atração da Força. Consiste em fazer objetos obedecerem a sua vontade.
- Alter Ambiente: descreve um conjunto de habilidades que evidenciam a habilidade da Força para controlar o mundo natural. Com isso, um Jedi pode provocar um redemoinho ou um raio de luz e entre outros.
- Crescimento vegetal: ao atrair a Força Viva, um Jedi pode emboscar inimigos em um ninho de galhos retorcidos e encerrar o conflito sem nenhuma violência.
- Meditação de batalha: através da meditação de batalha, um Jedi toca a mente de cada soldado na zona de combate, aliado ou inimigo. Aliados ganham um estímulo moral, enquanto inimigos são tomados por confusão e medo.
- Combustão: é o ponto alto da telecinese pelo qual um Jedi faz objetos explodirem.
- Arte do pequeno: é um método fascinante de mesclar um indivíduo com a Força. Consiste em transformar o Jedi em um único átomo. Pode ser usado para eliminar toxicinas e curar certas doenças.
- Doppelganger: permite a um Jedi criar uma réplica de vida curta de si mesmo ou de um objeto cuja aparência não pode ser diferenciada do item verdadeiro.
- Tempestade da Força: é uma impressionante demonstração de pura energia natural. Depois de usar a Força para abrir um buraco de minhoca no hiperespaço, choques imensos reverberarão sobre a malha espacial.
- Controle da mente: é também conhecida como "truque mental Jedi", pode encobrir os impulsos de um cérebro indisciplinado.

"A Força pode ter grande influência nos fracos de mente."
- Obi-Wan Kenobi, Episódio IV - Uma Nova Esperança
"Vai usar os poderes de Jedi em mim?" - Padmé Amidala para Anakin Skywalker, Episódio II - Ataque Dos Clones
"Eles só funcionam em mentes fracas…" - Anakin responde
Um Jedi poderia usar tal técnica para distrair a mente dos inimigos, ou mudar seus objetivos. Diferente da Confusão da Força, os Truques Mentais podem ser facilmente percebidos e bloqueados, com algum treinamento.
- Transmissão de essência: um Jedi bastante poderoso pode usar a Força para transmitir parte de sua essência de vida para outros, a fim de curar um ferimento ou fortalecê-los. É possível, em casos raros, ressuscitar alguém que ainda não se uniu totalmente à Força, transmitindo toda a sua essência de vida para a pessoa em questão, obviamente às custas de sua própria vida. Esta última habilidade foi usada por Ben Solo, se sacrificando para salvar Rey no Episódio IX - A Ascensão Skywalker.
- Projeção astral da Força: alguns Jedi ao morrerem "tornam-se um só com a Força" e podem projetar sua Aura na mente de um determinado Jedi. Yoda, Obi-Wan, Anakin e Qui-Gon puderam fazer isso, mas somente Obi-Wan utilizou esta técnica para aconselhar Luke e para convencer Yoda a treiná-lo.

## Ordem Jedi

Símbolo da Ordem Jedi

Por séculos, o grupo de filósofos que, eventualmente, se tornariam os Jedi, contemplava os mistérios do campo de energia chamado Força. Com o passar do tempo, alguns dos membros do grupo dominavam a Força. Depois disso, eles dedicavam a si a usar suas recém descobertas habilidades e poderes para o bem, ajudando aqueles que precisavam. Nos milhares de anos que se seguiram, os Jedi serviriam como protetores da República Galáctica. Respondendo ao seu próprio conselho Jedi e operando de acordo com a concordância do departamento judicial do escritório do Supremo Chanceler, os Jedi se tornaram os guardiões da paz e da justiça na galáxia.
Os Jedi, além de combaterem criminosos espalhados pela galáxia e apaziguarem disputas galácticas, serviam como mediadores, defensores e professores. Por causa do seu senso de honra e desafios épicos eles entenderam que se tornariam lendas, servindo como símbolos do que de melhor a República tinha por oferecer. Com sabres de luz aos seus lados e o poder da Força fluindo através deles, os Jedi cumpriam suas obrigações com louvor e dedicação, parecendo serem invencíveis. Mas a invencibilidade era apenas uma ilusão. Os Jedi frequentemente morriam na defesa da liberdade e da justiça.
Durante a Era da Ascensão do Império (por volta do Episódio II: O Ataque dos Clones), dez mil Jedi serviam a República e defendiam o seu vasto território. Eles identificavam recrutas potenciais ainda na infância, geralmente durante os primeiros seis meses de existência da criança (isso dependia muito, pois não é fácil encontrar membros com a Força numa Galáxia inteira). Crianças que eram ligadas a Força e aceitas pelo Conselho Jedi eram iniciadas em seus treinamentos. Crianças mais velhas, se identificadas mais tarde como sensíveis a Força, era recusadas na maioria dos casos; os Jedi acreditavam que a raiva e o medo nas crianças mais velhas às faziam suscetíveis ao Lado negro, sendo assim não seria sábio treiná-las.
Durante a Era da Rebelião, o expurgo dos Jedi foi completado. Todos os sensitivos a Força foram exterminados ou corrompidos pelo Lado Negro, e colocados a serviço do Imperador. Sensitivos a Força, como Luke Skywalker e Léia Organa, foram separados e escondidos da sua linhagem. Usuários da Força mais poderosos, como Obi-Wan Kenobi e Mestre Yoda, desapareceram propositalmente e permaneceram ocultos.

## Código Jedi
A filosofia conhecida como o Código Jedi foi criada para manter alerta os jovens estudantes sobre o lado sombrio. Foi ensinado pelo Conselho Jedi a centenas de milhares de Jedi através dos tempos; Obi-Wan Kenobi e Mestre Yoda ensinaram partes dela a Luke Skywalker.
No seu íntimo, o Código Jedi dá simples instruções para os seres em contato com a Força. Um Jedi nunca usa a Força para lucro ou ganho pessoal. Invés disso, um Jedi usa a Força para conhecimento e iluminação. Raiva, medo, agressão e outros sentimentos negativos levam ao Lado Negro, por isso os Jedi são ensinados a agir apenas quando estiverem em paz com a Força.
Os Jedi são encorajados a encontrar soluções não violentas sempre que possível. Eles devem agir com sabedoria, usando persuasão e conselhos ao invés dos poderes da Força ou violência. Quando tudo isso falhar, ou para salvar uma vida, um Jedi deve algumas vezes recorrer à luta para resolver alguma situação particularmente perigosa. Embora o combate, algumas vezes, seja a melhor escolha, ele nunca deve ser a primeira opção a ser explorada.
Por causa da sua conexão com a Força, os Jedi sentem o seu fluxo e retiram sua energia. Ao fazer isso, algumas vezes, eles percebem distúrbios na Força. Essas perturbações podem ser explicadas pela presença de alguém poderoso na Força nas redondezas, ou emoções intensas que refletem na Força, como no caso do Planeta Alderaan quando foi extinto pela Estrela da Morte. Existem momentos em que tais perturbações resultam em sensações de urgência ou premonição que impelem o Jedi a um lugar ou situação na qual ele é necessário.

### Códigos
Uma das porções-chaves do Código foi um mantra de cinco linhas, visto abaixo. Diversos versões de mantras existiram, embora a versão genuína fosse:
```
   a emoção, ainda a paz.
   a ignorância, ainda o conhecimento.
   Paixão, ainda serenidade.
   Caos, ainda a harmonia.
   Morte, mas a Força.
```

A versão mais refinada e mais conhecida do Código Jedi baseada na meditação de Odan-Urr, é a seguinte:
```
   Não há emoção, há a paz.
   Não há ignorância, há conhecimento.
   Não há paixão, há serenidade.
   Não há caos, há harmonia.
   Não há morte, há a Força.
```

A quarta linha, "Não há caos, há harmonia", foi removida em alguns textos Jedi. No Funeral de Mara Jade Skywalker, ela também foi removida. O Código Jedi foi reescrito pelo Mestre Jedi Luke Skywalker visando restabelecer a Ordem Jedi na Galáxia.
```
   Jedi são os guardiões da paz na Galáxia.
   Jedi usam seu poder para defender e proteger.
   Jedi respeitam toda a vida em qualquer forma.
   Jedi servem os outros ao invés de chefiá-los, pelo bem da Galáxia.
   Jedi procuram aprimorar-se através do conhecimento e do treinamento,(Justiça em primeiro Lugar).
```

### Interpretando o Código Jedi
No seu nível mais básico, o Código é uma série de princípios explicando quais virtudes deve se valorizar e quais defeitos devem se evitar. Os instrutores Jedi pedem a seus estudantes que sempre mantenham em mente essas palavras.
A primeira regra a se considerar: “Não há emoção; há paz”. É claramente um contraste, distinguir as confusas considerações emocionais do pensamento claro da pacífica meditação, obviamente, uma qualidade valiosa.
Mas se a paz é baseada em simplesmente estar desatento a algum fator que poderia causar alguma reação emocional num Jedi, então isso não é paz, e sim ignorância. É por isso que o Código possui a segunda regra: “Não há ignorância, há conhecimento”.
Isso ensina ao Jedi tentar entender todas as situações – particularmente antes de agir – para evitar erros de julgamento. Mas conhecer uma coisa bem pode levar a outra complicação. Uma concentração obsessiva pode levar ao radicalismo (nublar a mente). Assim, vem a terceira regra: “Não há paixão, há serenidade”. Conhecer uma coisa objetivamente é conhecer como a Força a conhece.
A regra "não há caos há harmonia" reflete o ideal de paz e de serenidade
Ainda sim, estudantes discutem que a única verdadeira objetividade é a não-existência – a morte. É por isso que existe a quinta regra: “Não há morte, há a Força”. A Força conhece todas as coisas objetivamente; é serena e não é balançada por emoções.
Assim, o Código Jedi ensina que antes de tomar qualquer ação, o Jedi deve considerar a vontade da Força. Se um Jedi for capaz de agir sem emoção, sabiamente e serenamente, então ele está agindo de acordo com a vontade da Força.

## Estrutura da Ordem Jedi
A Ordem Jedi é uma ordem hierárquica, classificações estão abaixo:

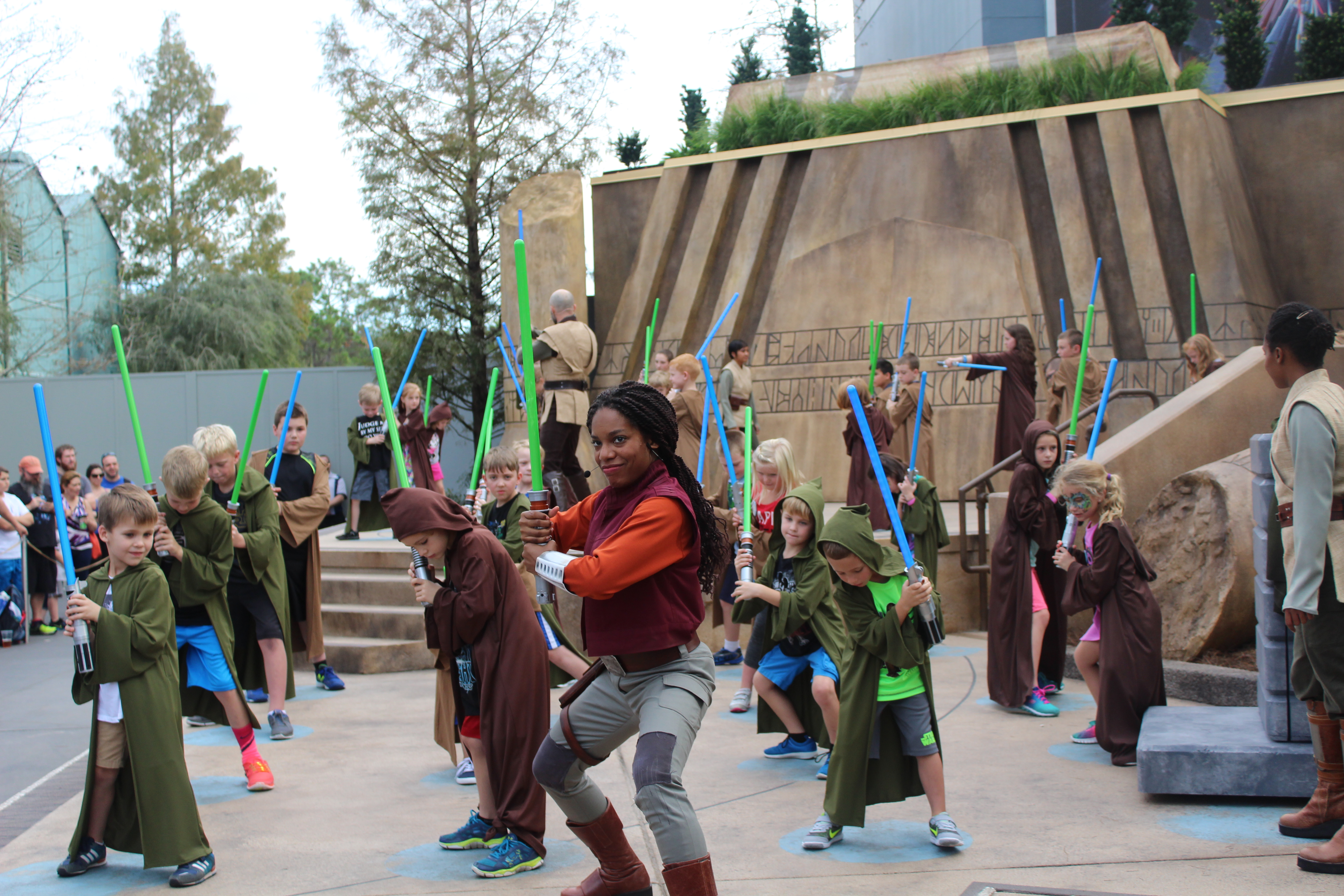
Crianças "treinando" no Jedi Temple Kids.

Jedi Iniciado: Um título não oficial. Refere-se a uma criança com potencial da Força. Em uma idade muito nova, os aprendizes de Jedi saem de seus repousos e são atribuídos a um grupo para o treinamento Jedi. Se o youngling não for escolhido por nenhum Cavaleiro Jedi para ser seu Padawan, por volta dos 13 anos de idade, poderá ser designado ao Copo de Serviço Jedi.
Jedi Padawan: Padawans são os aprendizes Jedi, sendo treinados por um Cavaleiro ou  por um Mestre Jedi até ser graduado Cavaleiro Jedi. São conhecidos como "Aprendizes", ou "Alunos Padawan". Como rito de passagem e teste final antes dos testes para se tornar cavaleiro, os Padawans devem construir seu próprio sabre de luz.
Cavaleiro Jedi: Após um Padawan ser graduado, ele se torna um Cavaleiro Jedi. Cavaleiros Jedi são os mais abundantes da Ordem, levando a paz para vários cantos da galáxia. Torna-se Mestre Jedi por diversos meios, sendo que o mais comum deles é quando seu Padawan é aprovado no exames da Ordem e torna-se um Cavaleiro Jedi. (Obi-Wan foi graduado cavaleiro jedi e simultaneamente adotou Anakin como seu Padawan, assim como vemos no final de Ameaça Fantasma).
Mestre Jedi: Quando um Cavaleiro Jedi se torna Mestre, ele pode então ser escolhido, caso o Conselho Jedi perceba que ele se tornou um Mestre Jedi sábio e poderoso, para fazer parte do Conselho Jedi, um grupo composto pelos mais sábios e poderosos mestres da Ordem para guiar e comandar os feitos de todos os seus membros.
Grande Mestre: Apenas os mais poderosos e sábios fazem parte do Conselho Jedi. A função do conselho é comandar a Ordem, distribuindo missões e graduando os Cavaleiros e Padawans. De acordo com o Código Jedi, quando o Conselho se reúne todos os Jedi presentes são iguais do ponto de vista de poder, entretanto o Conselho é liderado pelo Grande Mestre, que orienta todos os Jedi da Galáxia. Grande Mestre era um título dado ao membro mais velho e mais sábio da Ordem Jedi. Durante os anos finais das Guerras Clônicas, Yoda cumpriu essa função, e depois dele, Luke Skywalker.

### Classes Jedi
Jedi Guardião (Jedi Guardian): Usuários da Força treinados na tradição Jedi, os Guardiões combinam treinamento físico e habilidades da Força. Se concentram em técnicas de batalha, defesa, treinamento com o sabre e atividades físicas. Se os Consulares são os embaixadores, os Guardiões são os defensores, protegendo a República de todos os perigos.
Jedi Consular (Jedi Cônsul): usam a Força para o conhecimento e a negociação, buscando as soluções mais pacíficas para cada problema. Se concentram mais na diplomacia, na busca por sabedoria e do lado espiritual da Força, do que em atividades mais físicas. Sempre buscam métodos para entender melhor a natureza da Força e sua conexão com ela. Mentores e mestres esperam instruir os outros e assim passar seus conhecimentos. Negociadores e mediadores são hábeis em resolver ou fechar compromissos. Os Cônsules se empenham para serem versáteis e capazes de manejar diversas situações sem buscar as armas.
Jedi Sentinela (Jedi Sentinel): Cumprindo o papel de investigadores e espiões, as Sentinelas são a principal fonte de informação do Conselho Jedi. Igualmente adeptos do combate, persuasão e ocultação, a Sentinela é a preferida para adentrar locais dominados pela escuridão e se o que ela vê realmente o que a afeta, não se pode saber.

## Sabre de luz

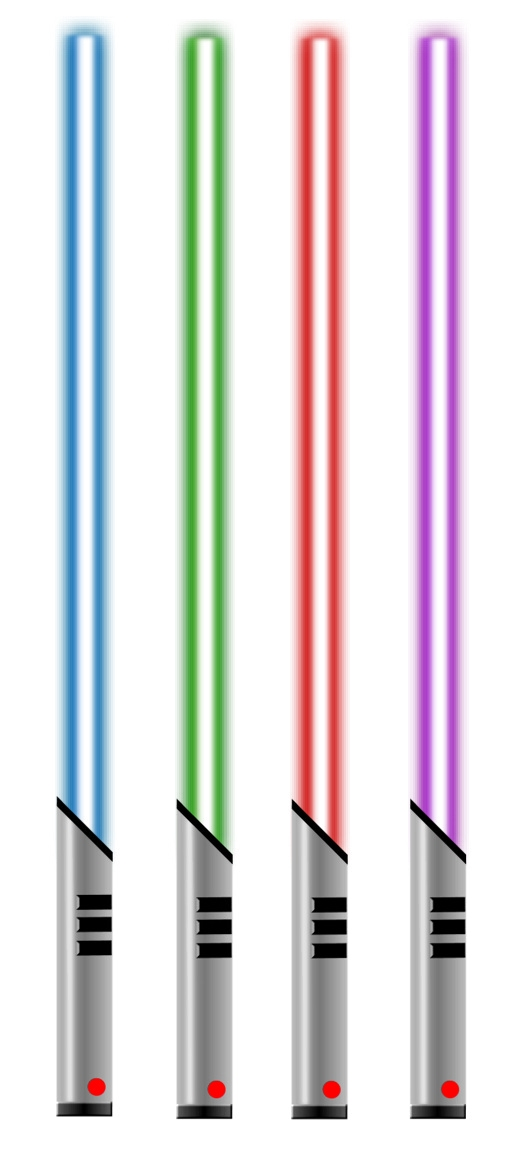
Sabres de luz

Construído por cada Jedi como um teste de suas habilidades, o sabre de luz é o produto de uma tecnologia antiga; o esgrimir hábil da arma é a marca de um Cavaleiro Jedi completamente treinado. O sabre pode cortar qualquer coisa, com a exceção de outro sabre de luz, campos de força e o raro minério chamado Cortosis.
A construção de um sabre ocupa muitos dias; os componentes, o Jedi e a Força devem se tornar um. Em geral (admitindo uma harmonização cuidadosa dos cristais) o processo leva um mês para se completar, porém, alguns mestres habilidosos são capazes de construir um sabre em algumas horas.
O sabre pode ser azul, verde, (raros jedis), roxo, laranja, lilás, preto, branco ou amarelo (só um jedi usa essa cor). Já um Lorde Sith usa um sabre vermelho. Existem certos sabres raros, como o Manto da Força, sabre azul-claro.
Os sabres seguem uma estrutura básica similar, apesar de muitos serem personalizados pelos seus fabricantes Jedi. Uma vez que a energia pura da lâmina não tem massa, a onda do arco gerado electromagnéticamente cria um forte efeito giroscópico que torna difícil lidar com o sabre de luz. Com um funcionamento que se rege pelo complexo princípio de energia controlada, requer elementos de focagem produzidos por cristais naturais que não podem ser facilmente sintetizados (exceto por técnicas obscuras do uso da Força ou da alquimia Sith).
Um sabre de luz deve ser montado à mão, pois não existe uma fórmula exata para o alinhamento crucial dos cristais irregulares. O mais ligeiro erro de alinhamento fará com que a arma exploda ao ser ativada.
Ao iniciar o treinamento, o Padawan recebe um sabre de cor aleatória. Na época ao redor de 4.000 anos antes da Batalha de Yavin, a cor do sabre de início de treinamento não era aleatória: ela já refletia a inclinação do estudante como Sentinela, Guardião ou Consular (veja abaixo). Ao atingir o nível de Cavaleiro, o Jedi finalmente está pronto para criar seu próprio sabre e modificar a cor da lâmina se julgar adequado (na verdade, o principal teste aplicado para que um Padawan torne-se um Cavaleiro é que este construa sozinho seu sabre-de-luz). Antes, contudo, ele precisa encontrar o cristal da cor correspondente por mérito próprio. As cores são de escolha pessoal. Alguns se identificam com uma cor em particular. Já outros as usam para demonstrarem seu alinhamento:
- Cônsul Jedi (Jedi Consular): este Jedi procura trazer equilíbrio ao universo. Ele se concentra menos no combate físico e mais nas disciplinas mentais para ampliar seu domínio na Força. O sabre tem a cor verde.
- Guardião Jedi (Jedi Guardian): este Jedi luta contra as forças do mal e o lado negro. Ele se concentra no treinamento de combate e no domínio do uso do sabre de luz. O sabre tem a cor azul.
- Sentinela Jedi (Jedi Sentinel): este Jedi desmascara trapaças e injustiças, trazendo-as para a luz. Ele encontra um equilíbrio entre as disciplinas mentais e físicas da Ordem Jedi. O sabre é da cor amarela.
- Usuários do Lado Negro: Usam, em geral, sabres de cor vermelha. Essa cor, porém, é também usada por alguns (raros) Jedi. Na era antiga (4.000 anos antes do Império de Sidious), os Sith também usavam a cor púrpura, embora não com a mesma freqüência dos sabres vermelhos. Também, durante a nova república alguns Sith usavam o Blacksaber, onde a parte branca, da lâmina, era substituída por uma lâmina preta, e o cristal era de cor aleatória.